# Philippe de Bathyra
Philippe de Bathyra ou Philippe fils de Joachim est un chef des « Babyloniens » de Batanée et un ami d'Agrippa (II), le roi d'une partie de la Galilée, avec la Gaulanitide, la Batanée, la Trachonitide et l'Hauranitide. La région de Batanée correspond au territoire biblique de Bashan. Philippe est aussi l'instructeur de l'armée de ce roi et un de ses généraux ou souvent son commandant en chef. Lors du déclenchement de  la « Grande révolte juive » au printemps 66, Agrippa envoie Philippe avec 2000 cavaliers pour tenter d'enrayer le soulèvement. Toutefois, il échoue dans sa mission et se rend avec ses troupes à Menahem, un fils de Judas de Gamala, fondateur du mouvement que Flavius Josèphe appelle la Quatrième philosophie et dirigeant de la révolte au sujet du recensement de Quirinius ayant eu lieu lors du rattachement direct de la Judée à l'Empire romain (6 apr. J.-C.).
Son action durant la « Grande révolte juive » de 66 - 70 est difficile à évaluer tant les informations que Flavius Josèphe donne à son sujet sont différentes, voire contradictoires, entre ce qu'il écrit dans la Guerre des Juifs et ce qu'il écrit dans sa Vita. Ainsi dans la Guerre des Juifs, Philippe est envoyé en Achaïe (Grèce) par Cestius Gallus pour qu'il fasse un rapport à Néron fin octobre 66. Alors que dans la Vita qui répond à ce qu'a écrit Justus de Tibériade, il est envoyé à Rome quelques mois avant le suicide de Néron (9 juin 68), par le roi Agrippa sur la recommandation de Vespasien pour répondre à des accusations de trahison des Romains.
Ces contradictions, tant à son sujet que sur plusieurs autres points, entre ces deux écrits et le fait que la Vita fait preuve d'un bien plus grand intérêt pour Philippe, Gamala et la Batanée que ce qu'aurait nécessité une simple réfutation de Justus de Tibériade en font un sujet d'étude pour tenter de savoir ce que disait Justus dans son Histoire de la guerre juive.

## Bathyra
Bathyra, auquel Philippe est lié, est avec Ecbatane (ou έν Βατάναια) une des deux villes fortifiées qui ont été fondées par ceux que Flavius Josèphe appellent des « Babyloniens ». Des Juifs qui se sont enfuis avec leurs familles de Mésopotamie pour des raisons inconnues, dont 500 hommes entraînés pour tirer à l'arc à cheval, que le roi Hérode le Grand a installés en Batanée pour qu'ils instaurent une sorte de « bouclier militaire » en  opposition aux raids des brigands nomades du Trachon, qui venaient régulièrement piller les territoires de son royaume,,,. Ces « Babyloniens » venaient des rives de l'Euphrate et du Tigre. Ils pourraient être en lien avec la Mygdonie et Nisibe où l'on trouve aux Ier et IIe siècle plusieurs éminents rabbis qui s'appellent Judah ben Bathyra. Le chef de ces colons est Zamaris, le grand-père de Philippe. Au moment où Hérode le Grand leur a proposé de s'installer en Batanée, il est décrit par Flavius Josèphe, comme un « Juif de Babylone, avec cinq cents cavaliers tous instruits à tirer de l’arc à cheval et une parenté comprenant environ cent hommes,  [il] avait traversé l’Euphrate et se trouvait alors installé à Antioche près de Daphné en Syrie, car Saturninus, qui gouvernait alors la province lui avait concédé pour y séjourner une localité nommée Oulatha ». Tirer à l'arc tout en chevauchant était une technique de combat typiquement Parthe dont l'Empire s'étendait sur la plus grande partie du nord de la Mésopotamie d'où venaient probablement ces « Babyloniens ». 
Certains critiques estiment que la localisation de Bathyra n'est pas connue avec précision. C'est néanmoins une des deux villes principales de la Batanée qui correspond à peu près au territoire biblique de Bashan. Une région située au-delà du Jourdain, à l'est de la Galilée et dont vraisemblablement la plus grande partie se trouvait à l'est du Golan, bien que sa position précise ne soit pas connue, même approximativement. Pour Étienne Nodet, la Batanée correspond au Golan actuel. Outre la ville de ce non, Bathyra est parfois utilisé pour désigner la Batanée elle-même. C'est peut-être dans ce sens que Philippe était de Bathyra. La deuxième ville importante de Batanée est la ville juive d'Ecbatane, Έχβατάνα aussi orthographiée έν Βατάναια ou έν Βατάνοις. Elle était peut-être située sur le site de Al-Ahmadiyah, à 6 km à l'est du Jourdain. Les restes de deux antiques synagogues y ont été découverts.
Dans la littérature rabbinique apparaissent les Anciens de Bathyra notamment lors de deux débats portant tous les deux sur une question de calendrier des fêtes juives, c'est cette assemblée qui aurait élevé Hillel au rang des Patriarches dans la dernière partie du Ier siècle av. J.-C.. Pour Étienne Nodet et Justin Taylor, « Josèphe se trahit : il dit que beaucoup étaient venus s'établir dans la [colonie fondée en Batanée par ces "Babyloniens"], car ils se sentaient en sécurité. » Pour ces auteurs, « Hérode a persécuté les pharisiens, mais n'a pas touché au statut de cette colonie, pour des raisons très claires de politique à l'égard des Babyloniens et des Parthes. C'était donc un refuge [...] précieux pour tous ceux qui ne pouvaient pas espérer de protection des milieux sacerdotaux, forcément inféodés à Hérode. »

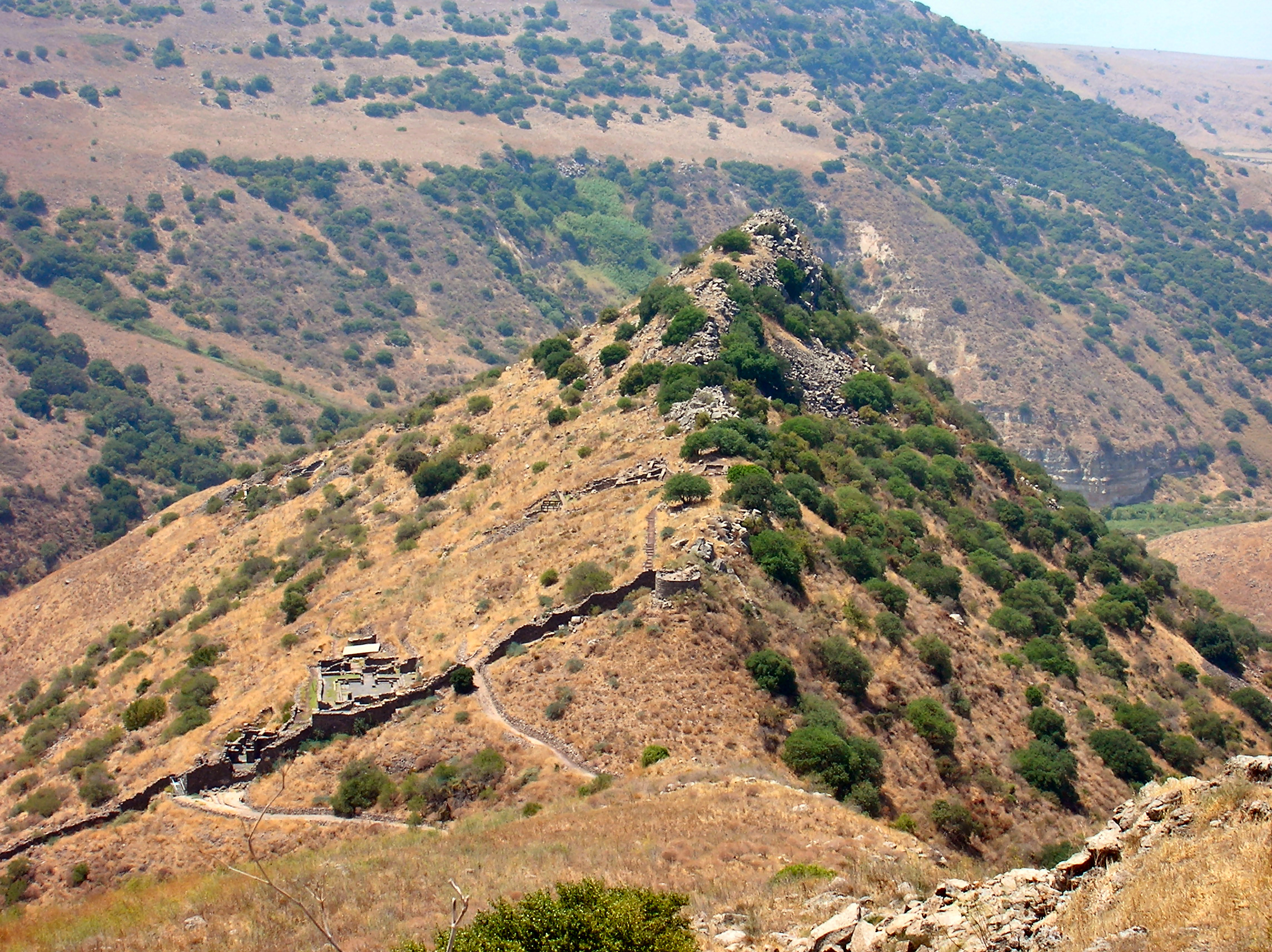
Ruines de la cité fortifiée de Gamala, enjeu de la guerre entre Arétas IV et Hérode Antipas. On entrevoit, au fond, le lac de Tibériade.

Après la mort d'Hérode le Grand (4 av. J.-C.) la Batanée est devenue un des territoires de la tétrarchie de Philippe. Il semble que dès ce moment elle fournissait une « aile » de cavalerie à Philippe le Tétrarque, mort en 33-34,,,,,,, puis aux rois Agrippa Ier et Agrippa II,. En 36,,,,,, c'est près de Gamala, qui est située juste au-dessus de la Batanée, qu'a lieu la bataille entre les forces du roi arabe Arétas IV et celles du tétrarque Hérode Antipas au cours de laquelle l'armée d'Antipas a été anéantie. Pour Flavius Josèphe, si l'armée d'Antipas a été « taillée en pièces, [c'est] à cause de la trahison de transfuges qui, tout en appartenant à la tétrarchie de Philippe, étaient au service d'Hérode. » Il est possible que ces transfuges aient été les forces de la Batanée. Selon Flavius Josèphe, cette déroute d'Antipas est ainsi considérée au sein de la population juive comme une vengeance divine contre Antipas pour le punir d'avoir mis à mort Jean le Baptiste et dont Arétas IV n'aurait été que l'instrument,,.
En 66, lorsque se déclenche la révolte, Hérode Agrippa (II) envoie 2000 cavaliers venant de Batanée, de Trachonitide et d'Hauranitide pour soutenir la cohorte romaine mise à mal par les révoltés de Jérusalem. Ces forces sont commandées par Darius et par Philippe fils de Joachim. C'est ainsi que ce dernier entre dans l'Histoire.

## Identité
Philippe est présenté dans la Guerre des Juifs (2.421; 4.81), « comme un homme distingué (ἐπίσημος), général (στρατηγός) ou commandant en chef (στραταρχέω) des armées d'Agrippa (II). » Selon Flavius Josèphe, la valeur guerrière et les autres mérites de Philippe le « rendaient aussi estimable qu’homme du monde. Aussi une amitié fidèle et un dévouement solide l’unissaient-ils au roi Agrippa ; de toute l’armée que le roi entretenait, c’était toujours lui l’instructeur et, lorsqu’il y avait une expédition à faire, le commandant. » Il est fils d'un homme appelé Joachim qui n'est connu que par ses liens familiaux. Outre le fait qu'il est fils de Zamaris, le chef qui a installé son clan et sa grande famille pour constituer une colonie juive en Batanée, on ne sait rien de plus à propos de ce Joachim que Flavius Josèphe ne met jamais en scène alors qu'il évoque de façon assez détaillée son père Zamaris et l'un de ses fils: Philippe, sujet de cet article. La sœur de ce dernier a deux filles, qui sont en bons termes avec les rebelles de Gamala, et avec qui, selon certains traducteurs, il se trouve lors de la prise de la ville fortifiée par les Romains, le 10 novembre 67. Philippe est aussi un parent de Chares qui, au moins en son absence, est le chef des habitants de Batanée qui sont allés se réfugier dans la forteresse de Gamala. En 66-67, Chares est un des chefs de cette ville fortifiée conjointement avec un Joseph, fils de la femme médecin,. Il y a aussi un parent de Philippe et de Chares appelé Jésus qui aurait été malmené et/ou tué par les révoltés de Gamala,. Toutefois pour le moment, il est impossible d'en dire plus sur Chares et Jésus tant les versions de Flavius Josèphe sont embrouillées et contradictoires entre la version donnée dans la Guerre des Juifs et celle donnée dans son Autobiographie. Les critiques sont d'accord pour dire que celle-ci est publiée par Josèphe pour contrer les assertions que venait de publier Justus de Tibériade dans son livre sur l'Histoire de la guerre juive,,. Les problèmes soulevés au sujet de ces deux personnages seront abordés après le récit du rôle de Philippe au début de la révolte suivi d'un exposé des deux versions complètement contradictoires que donne Josèphe de son action et notamment des raisons et du moment de son envoi à l'empereur Néron.
Alors qu'un autre livre de Justus de Tibériade, la Chronique des rois juifs, « a eu quelque influence, « l'Histoire de la guerre » a disparu sans laisser de trace. [...] Il n'y a pas de signes que le moindre auteur polythéiste n'ait jamais lu l'Histoire de Justus » de même qu'aucun auteur chrétien n'en cite le moindre extrait. Est-il possible par l'analyse des contradictions entre la Vita et la Guerre des Juifs, de savoir ce que disait Justus ?

## Philippe pendant la révolte à Jérusalem
Philippe entre dans l'Histoire alors que les provocations du procurateur Gessius Florus et les ripostes de la population de Judée s'enchaînant, la Palestine tout entière est sur le point de basculer dans la révolte ouverte contre les Romains.

### Échec de l'intercession d'Agrippa II
Le roi de Batanée Agrippa (II) est absent et se trouve à Alexandrie lors de la répression qui va être le déclencheur de la révolte (juin 66). Gessius Florus envoie des hommes prélever dix-sept talents dans le trésor du Temple « prétextant le service de l'empereur » se contente de dire Flavius Josèphe. Toutefois, il écrit par la suite que Jérusalem et les contrées environnantes étaient en retard de paiement du tribut pour un montant de quarante talents,. Les Juifs protestent devant cette profanation de leur lieu saint et insultent le procurateur qui réagit en faisant arrêter trois-mille six cents manifestants selon Josèphe, qui exagère peut-être. Nombre d'entre eux sont flagellés puis crucifiés. Parmi eux des femmes et surtout des citoyens romains appartenant à l'ordre équestre, ce qui viole l'usage romain qui veut que les citoyens romains relèvent de la justice impériale. Présente à Jérusalem, Bérénice, la sœur d'Agrippa « intervient au péril de sa vie auprès du procurateur de Judée, Gessius Florus. » Elle vient elle-même devant le tribunal du procurateur, pieds nus comme une suppliante, alors que les soldats romains ne ralentissent en rien leur action du fait de sa présence, mais rien n'y fait,. Le quartier général de Florus est installé dans le palais royal et des renforts romains arrivent à Jérusalem, venant de Césarée. À partir de ces deux positions Florus et ses nouvelles troupes mènent une action coordonnée pour se forcer un chemin jusqu'à la forteresse Antonia, mais les deux attaques échouent. Un clair signe d'une résistance populaire massive. Finalement Florus quitte Jérusalem, en laissant seulement une cohorte en garnison. Lorsqu'il arrive à Jérusalem Agrippa a une tout autre attitude que sa sœur. Dans un premier temps il parvient à convaincre certaines autorités de l'aider à collecter dans la région de Jérusalem les impôts qui n'étaient pas payés. Flavius Josèphe « compose à cette occasion une longue harangue qu'il attribue au roi », mais qui semble « refléter les positions de Josèphe lui-même. »  Puis dans un second discours, Agrippa invite la population de Jérusalem à obéir à Gessius Florus, en faisant confiance à l'arbitrage de l'empereur. Il est immédiatement conspué par la foule, qui se rappelle les morts et les exactions commises, des pierres volent même dans sa direction. « La lapidation était la manifestation d'un déni de légitimité. » Il est contraint de quitter précipitamment Jérusalem et sa sœur l'accompagne. « La cohorte romaine laissée par Florus se retrouve assiégée à l'intérieur des tours des murailles de la ville. »

### Agrippa envoie 2000 cavaliers commandés par Philippe

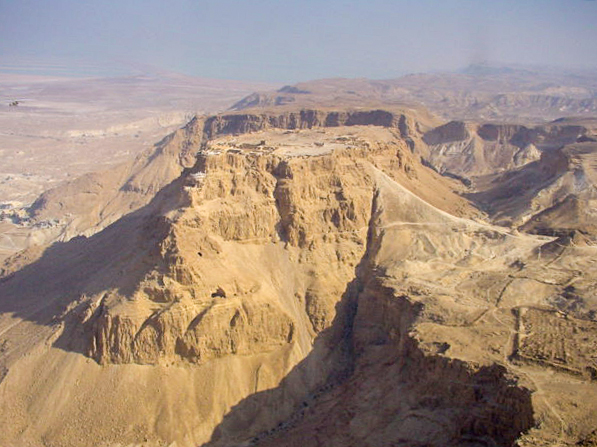
Massada dont Menahem et ses partisans s'emparent dès juin 66, donnant ainsi le signal du début de la révolte ouverte contre les Romains.

Menahem rassemble alors de nombreux hors-la-loi sous ses ordres et envahit par surprise la forteresse de Massada, exterminant la garnison romaine qui l'occupe. Il donne ainsi le signal du déclenchement de la révolte. Menahem est un fils de Judas de Gamala, fondateur du mouvement que Flavius Josèphe appelle la Quatrième philosophie et dirigeant de la révolte au sujet du recensement de Quirinius ayant eu lieu lors du rattachement direct de la Judée à l'Empire romain, (6 apr. J.-C.). À Jérusalem, Éléazar, commandant du Temple et fils de l'ancien grand-prêtre Ananias de Nébédaios parvient à convaincre le peuple et le puissant groupe des jeunes prêtres « à n'accepter désormais ni offrandes ni sacrifices offerts par un étranger ». Selon Josèphe, « c'était là déclarer véritablement la guerre aux Romains » puisque cela interdisait en même temps le sacrifice qui était fait tous les jours en l'honneur de l'Empereur,. Pour obtenir de l'aide le « parti de la paix » envoie alors Simon ben Ananias au procurateur Gessius Florus et envoie au roi Agrippa, Antipas et les frères Costobar et Saul. Certains critiques ont proposé d'identifier ce dernier avec l'apôtre Paul de Tarse, dont le nom juif est aussi Saul,,. Après avoir passé deux ans en résidence surveillée à Rome en 61-63 et avoir été libéré, il serait revenu à Jérusalem pour reprendre son activité initiale de chef d'un service de la police du Temple,,. C'est en effet ainsi que l'action de Saul, le frère de Costobar est décrite par Flavius Josèphe vers 64, sous la grande prêtrise de Jésus de Gamala, (Antiquités judaïques XX, IX, 4). Florus, qui d'après Josèphe désirait la guerre, ne donne aucune suite à la demande d'aide portée par Simon ben Ananias, mais « Agrippa envoie une force de 2000 cavaliers dirigés par « l'hipparque » Darius et Philippe fils de Joachim », sujet de cet article. Ces cavaliers sont originaires de Batanée, de Trachonitide et d'Hauranitide. Saul et ses compagnons sont apparemment retournés à Jérusalem avec cette unité. « Confiants dans ces forces, les notables, les grands prêtres et tous les citoyens épris de la paix occupent la ville haute ; car les séditieux étaient maîtres de la ville basse et du Temple. » Les combats s'engagent, mais le huitième jour « la fête dite de la Xylophorie » emmène de nombreux pèlerins parmi lesquels se glissent de nombreux sicaires. « Inférieurs en nombre et en audace », Philippe  et ses troupes sont obligés d'abandonner la ville-haute et se replient dans le Palais d'Hérode. Les « notables et grands prêtres » se sauvent pour certains en passant dans les égouts, alors que d'autres gagnent le palais royal avec les soldats de Philippe. Parmi eux, le grand prêtre Ananias, son frère Ezéchias, ainsi que Saul, Costobar et Antipater.  Le lendemain, les insurgés attaquent la forteresse Antonia, s'en empare en deux jours et égorgent les soldats romains qui s'y trouvaient.

### Les forces de Philippe se rendent à Menahem
Venant de Massada, Menahem vient alors renforcer les insurgés de Jérusalem. Allié à Éléazar fils d'Ananias, commandant du Temple, un des chefs zélote et fils du grand-prêtre Ananias de Nébédée, ils assiègent la garnison romaine et les forces de Philippe qui se défendent depuis le palais d'Hérode. Menahem se réclame dirigeant de tous les Zélotes. Il se présente à Jérusalem « paré comme un roi » selon l'expression de Flavius Josèphe et prend pendant une brève période la direction de tous les insurgés. Alors que les assiégeants ont réussi à détruire un premier mur d'enceinte, les soldats dirigés par Philippe envoient des députés à Menahem « demandant à sortir par capitulation. Les insurgés n’accordèrent cette permission qu’aux soldats du roi et aux indigènes, qui sortirent en conséquence. » Ivre de succès, Menahem et ses partisans, aidés par certains Zélotes en profitent pour éliminer beaucoup de modérés, partisans d'un compromis avec les Romains. Il fait ainsi tuer plusieurs personnalités de Jérusalem dont l'ancien grand-prêtre Ananias, père de son allié et son frère Ézéchias (août 66) (Guerre des Juifs, II, § 441). Ces deux notables n'ont pas eu le temps de se replier dans les tours qu'occupent désormais les restes de la cohorte romaine laissés seuls pour faire face aux insurgés.
Mais très vite Éléazar fils d'Ananias fomente une conspiration pour se débarrasser de son ennemi et rival. Ses anciens alliés du parti zélote le soupçonnent « d'avoir des prétentions à la royauté d'un type plus ou moins messianique » et veulent aussi probablement venger la mort du père et de l'oncle de leur chef (Ezéchias). Ils attaquent par surprise Menahem et ses partisans à coup de pierres alors que celui-ci se rend en grande pompe au Temple. « La lapidation était la manifestation d'un déni de légitimité. » Il parvient toutefois à s'échapper et se cache sur le versant de l'Ophel où il est capturé. Il est torturé et exécuté en même temps que ses gardes,. Cet assassinat provoque l'émiettement de la révolte en plusieurs bandes rivales, ouvrant ainsi une guerre civile sans pitié entre les différentes sectes juives. Les partisans de Menahem se replient alors dans la forteresse de Massada sous les ordres d'un petit-fils de Judas de Gamala, Eleazar Ben Yair (Éléazar fils de Jaïr) qui devient le chef des Sicaires.
À bout de résistance, les soldats romains dirigés par le préfet Metilius envoient des députés auprès d'Eléazar, « lui demandant seulement d'obtenir par capitulation, la vie sauve, et offrant de livrer leurs armes et tout leur matériel ». Les révoltés, saisissent au vol cette requête, mais dès que les soldats romains désarmés commencent à se diriger vers Césarée maritime « les gens d'Eléazar se jettent sur eux, les entourent et les massacrent. » Seul le préfet Metilius conserve sa vie sauve car il accepte « de se faire Juif, voire de se laisser circoncire. »

## Les deux récits de Flavius Josèphe

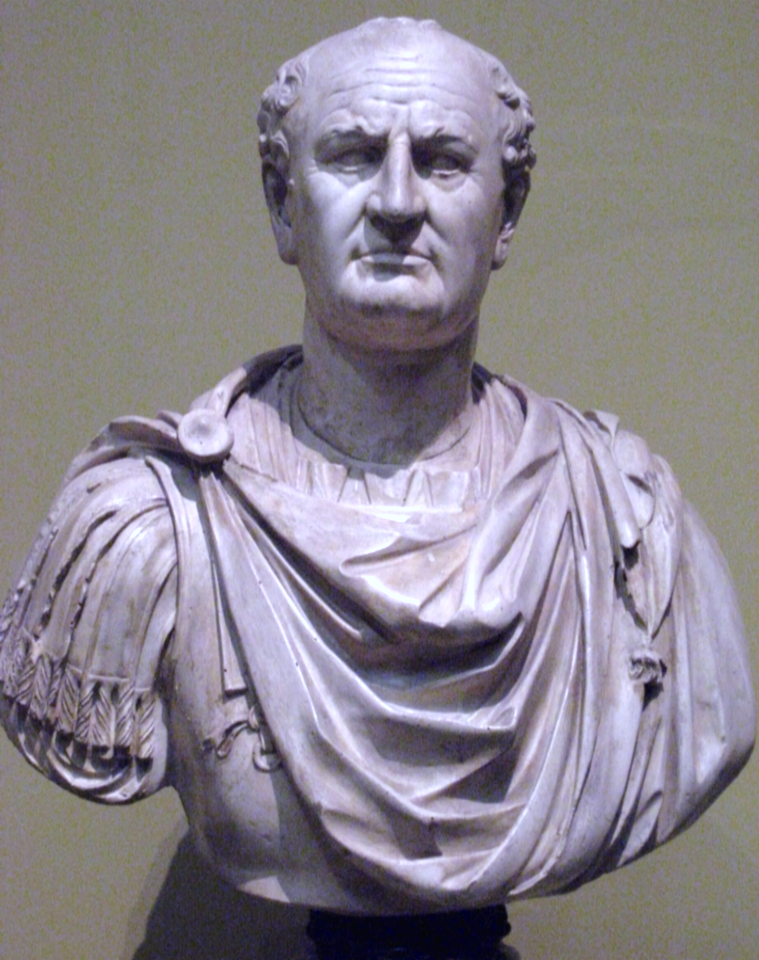
Vespasien

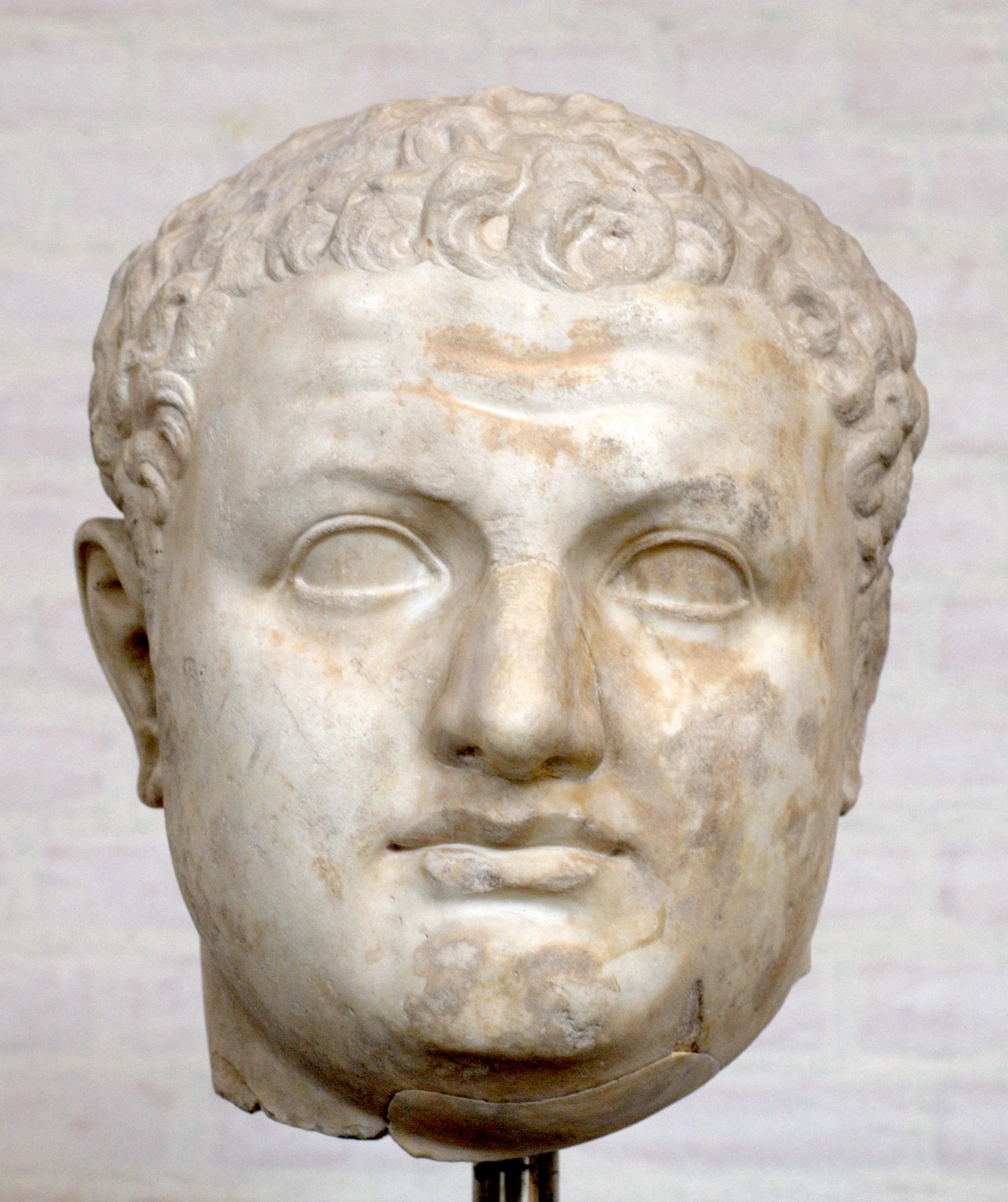
Tête colossale de Titus, provenant d'une statue haute de 3.20 mètres, Glyptothèque de Munich (Inv. 338)

Les écrits qui parlent de Philippe l'ont tous été par Flavius Josèphe. Les deux principaux sont la Guerre des Juifs et spécifiquement ses livres II et IV, l'autre est l'Autobiographie de ce même Josèphe, aussi appelée Vita. Avant de poursuivre au sujet de Philippe, comme nous allons comparer ce que dit Josèphe dans chacune de ces deux sources, il vaut mieux les présenter. La Guerre des Juifs est un récit en sept livres du soulèvement de la Judée (66) et de la prise de Jérusalem par Titus (en 70). Elle est écrite par Josèphe probablement avec l'aide d'assistants pour la rédaction grecque, à partir d'une version  araméenne, qui a été reprise et élargie. À l'exception de son septième livre, la Guerre des Juifs a été écrite sous les empereurs Vespasien et Titus,,. La plupart des critiques estiment que le livre IV a été écrit sous le règne de Titus (79 - 81) et les trois livres précédents ont probablement été écrits sous Vespasien. Ces empereurs et spécifiquement Titus apparaissent comme les commanditaires de cette œuvre. Épaphrodite à qui Josèphe dédie la plupart de ses livres a probablement aussi joué un rôle important dans ces écrits, même si la Guerre des Juifs est la seule œuvre qui ne lui est pas dédiée. Il existe aussi une brève mention de Philippe dans le livre XVII des Antiquités judaïques, publié sous le règne de Domitien,, où Josèphe annonce d'ailleurs un développement ultérieur au sujet des « Babyloniens » de Batanée, qui ne se trouve pas dans les versions qui sont parvenues jusqu'à nous. 
L'Autobiographie de Josèphe est vraisemblablement publiée 20 ans après le livre II de la Guerre des Juifs,, sinon plus. Il est probable qu'elle était initialement annexée au XXe et dernier livre des Antiquités judaïques. On détecte d'ailleurs deux fins à ce livre XX des Antiquités. Il y a donc eu une première publication des Antiquités en 93/94 sans cette Vita, puis une seconde publication, peu d'années après,. Une partie importante de la critique historique identifie l'Épaphrodite à qui Flavius Josèphe dédie ses Antiquités judaïques à l'ancien secrétaire de Néron, qui a ensuite été secrétaire des trois empereurs flaviens,. Il est exécuté sur ordre de Domitien fin 95/début 96, pendant ce qu'il est convenu d'appeler la « persécution de Domitien ». Toutefois pour les historiens il ne s'agit pas d'une persécution religieuse, mais plutôt d'une répression à caractère politique. Comme Josèphe rend hommage à cet Épaphrodite dans son Autobiographie, selon cette hypothèse celle-ci aurait été publiée avant 96 et naturellement après la première édition des Antiquités.
Les historiens et exégètes sont d'accord pour dire que ce qui provoque l'écriture de sa biographie par Flavius Josèphe est la publication par Justus de Tibériade de son Histoire de la Guerre juive,,. Josèphe lui reproche d'avoir attendu la mort de Vespasien, de Titus et d'Agrippa (II) pour publier son "Histoire". Pour une partie de la critique qui se fonde sur des inscriptions épigraphiques et la disparition des monnaies d'Agrippa, sa mort intervient pendant le règne de Domitien,,. En analysant les textes de Flavius Josèphe, ils estiment qu'Agrippa était probablement déjà mort lors de la publication de la première édition des Antiquités judaïques,,. Si cette thèse est parfaitement compatible avec l'identification  de l'ancien secrétaire de Néron appelé Épaphrodite comme étant le parrain littéraire de Josèphe, d'autres critiques se fondent sur une indication de Photios de Constantinople pour situer la mort d'Agrippa en 100. La publication de son Autobiographie par Flavius Josèphe aurait dans ce cas eu lieu dans une période moins troublée.
Pour un exposé détaillé à ce sujet, voir le § Date de la mort d'Agrippa dans l'article Agrippa II.

## Une suite très contradictoire
Les événements qui suivent la capitulation des Romains à Jérusalem (v. août/septembre 66) ne peuvent pas être relatés sous la forme d'un récit, à la fois parce qu'ils ne se déroulent pas à Jérusalem où selon la Guerre des Juifs, se trouve toujours Philippe, mais aussi à cause des importantes contradictions sur l'action de Philippe entre la version de Flavius Josèphe dans la Guerre des Juifs et celle qu'il expose dans son Autobiographie, publiée pour contrer les assertions de Justus de Tibériade et qu'il est peut-être possible de mieux cerner par l'analyse des différences entre les deux versions.

### Dans la Guerre des Juifs
Le massacre de la population juive par la population grecque à Césarée maritime a lieu selon Josèphe le même jour que la reddition des Romains à Jérusalem que le Megillath Ta'anith situe le 17 Elul qui correspond au mois macédonien de Gorpiaios (été 66). À partir de ce massacre, les villes juives mènent des attaques contre les cités grecques voisines en Palestine et des expéditions de forces juives attaquent des villes de la Décapole et de la province romaine de Syrie,. « Pour prévenir le péril qui les menaçait eux-mêmes » les païens des cités syriennes se mettent à massacrer les Juifs de leur ville,. Dans la Guerre des Juifs, Philippe est toujours à Jérusalem quand, au cours de ce même mouvement, Noarus, à qui Agrippa a confié l'administration de son royaume en son absence, commence à créer des troubles dans ce royaume en faisant massacrer une délégation de 70 députés Juifs de Batanée en route pour Césarée de Philippe, la capitale du royaume d'Agrippa,.
Alors que dans l'Autobiographie, Philippe s'échappe de Jérusalem cinq jours après sa reddition, ce qui correspond au 11 Gorpiaios (fin août - début septembre), dans la Guerre des Juifs il y est toujours présent lorsque Cestius Gallus, le légat de Syrie mène une attaque d'ampleur contre la ville. C'est seulement après que cette attaque ait été repoussée, après le 8 Dios, (fin octobre) et que l'armée romaine en retraite ait subi une lourde défaite dans la passe de Beït-Horon, que « les frères Costobar et Saul, accompagnés de Philippe, fils de Joachim, préfet de l'armée du roi Agrippa, s'enfuirent de Jérusalem et se rendirent auprès de Cestius ». Ce dernier envoie alors « Saul et ses compagnons » — et donc Philippe avec lui — en Achaïe où se trouve alors Néron « pour exposer au prince l'extrémité où ils étaient réduits et rejeter sur Florus la responsabilité de la guerre. »
Toutefois, dans son Autobiographie, Flavius Josèphe donne une tout autre version.

### Dans laVita
Dans l'Autobiographie de Flavius Josèphe, après la capitulation des troupes royales qui s'étaient repliées dans le palais d'Hérode (le 6 Gorpiaios) Philippe a failli être exécuté par Menahem (V 46), mais il a eu assez de chance pour s'échapper. Pendant quatre jours, il a été protégé par un contingent de juifs « babyloniens ». Le cinquième jour, environ le 11 Gorpiaios (fin août - début septembre) il a pris un déguisement et s'est enfui « dans un village qui était à lui » proche de Gamala (V 47). C'est-à-dire que dans cette nouvelle version, il a quitté Jérusalem deux mois plus tôt que dans la version de la Guerre des Juifs,.
Dans ce village, il est tombé malade et a écrit à Agrippa et Bérénice. Il a fait remettre ces lettres à Varus qui était alors le représentant d'Agrippa dans son royaume (V 48-61), alors que dans la Guerre des Juifs celui qui remplissait une fonction similaire était Noarus. Dans la Vita, c'est Varus, dont il est précisé qu'il est descendant de Sohaemus tétrarque libanais, qui a fait massacrer les 70 députés venu d'Ecbatane, une des deux principales villes de Batanée avec Bathyra. Alors que dans la Guerre des Juifs il s'agit de Noarus présenté comme parent du roi Sohaemus d'Émèse. Est-ce néanmoins le même ? Dans la Vita, après ce massacre Varus s'est tourné contre Ecbatane, mais les « Babyloniens » avertis par le seul survivant du massacre, ont pris leurs armes et se sont enfuis à Gamala. Un épisode totalement absent de la Guerre des Juifs. Varus qui ne voulait pas de concurrent a confisqué les lettres envoyées par Philippe et a tué deux messagers successifs de sorte que l'endroit où se trouvait Philippe est demeuré inconnu et il a fait courir une rumeur disant que Philippe avait rejoint les révolutionnaires. Puisque Philippe est resté caché et malade dans un petit village près de Gamala et que ses lettres ont été interceptées par Varus, il ne serait pas étonnant que personne n'ait entendu parler de lui pendant quelques mois. Ce n'est qu'après que Varus ait été démis (V 61 et 180) que Philippe a pu contacter Agrippa (V 180-181). Le roi a été heureux de découvrir la fausseté des rumeurs à son sujet (V 182). Agrippa a exhibé Philippe devant le gouverneur romain — apparemment Cestius Gallus — pour prouver sa loyauté, malgré les rumeurs (V 183). Le roi a alors renvoyé Philippe à Gamala avec pour instruction de la pacifier (V 183-184). Plus tard, quand Philippe a été accusé devant Vespasien par les habitants de Tyr d'avoir, sur l'ordre d'Agrippa, trahi la garnison romaine à Jérusalem, Agrippa a été disculpé de toute faute, mais Vespasien a recommandé que Philippe soit envoyé à Néron (407-408). Mais il arrive à Rome quand la guerre civile romaine empêche tout contact avec Néron et il revient immédiatement (V 409).
Questions : Qui a envoyé Philippe à Néron ? Est-ce Cestius Gallus, ou Agrippa sur la recommandation de Vespasien ? Philippe a-t-il été envoyé à Néron pour faire un rapport sur la situation, ou parce qu'il était accusé d'actes anti-Romains ? Son départ a-t-il eu lieu juste après la défaite de Cestius (fin octobre 66) ou quelques mois avant le suicide de Néron (9 juin 68) ?

### Où était Philippe pendant quelques mois?
On peut aussi se demander à quelle date Philippe est parti de Jérusalem ? Dans la Vita, il quitte la ville deux mois plus tôt que dans la version de la Guerre des Juifs. Pour Shaye J. D. Cohen, puisque les deux récits semblent être des apologies de Philippe, peut-être que la Vita anticipe son départ de Jérusalem pour minimiser la durée de son séjour dans la ville contrôlée par les révolutionnaires, peut-être que le récit de la Guerre des Juifs retarde la date de son départ de Jérusalem pour le protéger des allégations soulevées par sa conduite suspecte à Gamala (allégations qui peuvent être reconstruites à partir du récit tendancieux de la Vita). « Philippe ne peut pas être à Jérusalem pour combattre les Romains car il était ailleurs. Où ? Pas à Gamala elle-même — cette ville était sur le point de s'opposer au légat d'Agrippa. Pas non-plus dans une autre ville. Pourquoi alors Philippe n'a pas contacté Agrippa plus tôt qu'il ne l'a fait ? La Vita immobilise donc Philippe par une maladie et le cache dans un petit village anonyme près de Gamala. » Ce qu'essaye d'induire le récit de la Vita c'est que « puisque ses lettres ont été interceptées par Varus, il n'est pas étonnant que personne n'ait entendu parler de Philippe pendant quelques mois. »
Pendant le conflit entre les habitants Juifs et Grecs dans les cités de la province de Syrie, Varus ou Noarus tente de s'attirer les faveurs des Grecs de Césarée de Philippe en se retournant contre les Juifs (V 53) et notamment ceux que Flavius Josèphe appelle les « Babyloniens ». Dans la Guerre des Juifs, 70 nobles Juifs de Batanée avancent vers Césarée de Philippe pour rencontrer Noarus afin de demander qu'un contingent vienne stationner chez eux pour prévenir tout débordement anti-Romain. « Poussé par sa cupidité sans bornes », Noarus les tue tous. L'explication par la « cupidité sans bornes » de Noarus fournie par Josèphe n'éclaire nullement ses but et motif. La Vita est plus précise et plus hostile à celui qu'elle appelle Varus. Ce légat, utilise les services de douze éminents membres de la communauté juive de Césarée de Philippe pour persuader les Juifs d'Ecbatane de lui envoyer une délégation de 70 députés pour attester qu'il n'existe aucun plan de révolte de leur part. Comme dans la Guerre des Juifs, alors qu'ils sont en chemin il les massacre (V 54-57). Dans la Vita, Varus se tourne alors contre Ecbatane, mais les « Babyloniens », alertés par le seul qui a échappé au massacre, prennent les armes et fuient jusqu'à Gamala. La Vita indique que Philippe se rend alors dans la ville fortifiée et empêche les habitants de faire la guerre à Varus et aux Syriens de Césarée de Philippe (V 58-60). Finalement, Agrippa démet Varus et le remplace par Aequus Modius (V 61).
Shaye J. D. Cohen ne voit aucun moyen de déterminer ce qu'il s'est effectivement passé à Gamala et Ecbatane. Tout ce qui peut être dit c'est que si Philippe a été impliqué dans ces événement en Batanée et à Gamala, il est impossible qu'il soit resté à Jérusalem jusqu'à la défaite de Cestius, comme cela est écrit dans la Guerre des Juifs, car Modius devient légat d'Agrippa avant l'arrivée de Josèphe en Galilée (V 74). Le seul point qui lui semble sûr est que « Gamala et ses immigrants « babyloniens » manifestaient des sentiments hostiles envers le lieutenant d'Agrippa qui a été remplacé. »

### Philippe et Gamala

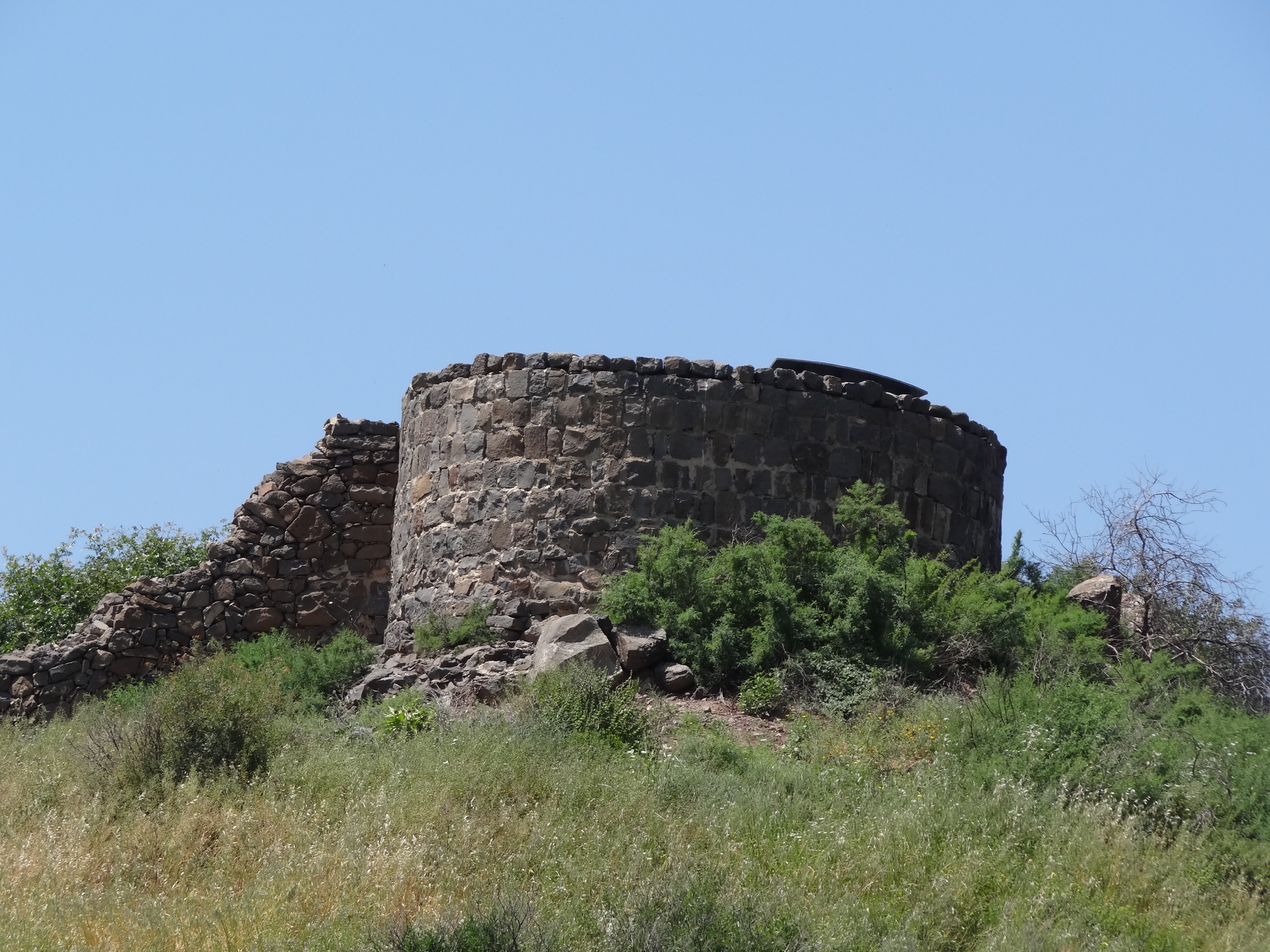
Ruines des murailles de la cité fortifiée de Gamala prise et détruite par les Romains en novembre 67.

Finalement après la nomination d'Aequus Modius, Philippe parvient à contacter Agrippa (V 180-183). Le roi « l'envoya quérir avec une escorte de gens de cheval » afin qu'il le rencontre  à Beyrouth. Il a été heureux de découvrir la fausseté des rumeurs à son sujet et a exhibé Philippe devant le gouverneur romain et son conseil pour prouver sa loyauté (V 183). Puis il l'a renvoyé à Gamala avec pour mission de ramener les « Babyloniens » à Ecbatane et de préserver la paix (V 183b - 184). 
Shaye J. D. Cohen estime qu'il est impossible de déterminer si, ne serait-ce qu'une partie, de ce récit est vrai. Schlatter note que rien ni dans la Vita, ni dans la Guerre des Juifs n'explique ce que sont devenus « l'hipparque » Darius et les 2000 cavaliers qu'il commandait avec Philippe à Jérusalem. Peut-être ont-ils rejoint les forces révolutionnaires à Jérusalem ou peut-être sont-ils venus à Gamala avec Philippe et l'ont aidé à prendre la ville.
Vita 114 indique que Aequus Modius est venu assiéger Gamala. Shaye J. D. Cohen estime que la chronologie de cet événement est très vague. Philippe était-il à Gamala quand Modius l'a attaquée ? Puisque selon la Vita (§ 177) « après le départ de Philippe, les gens de Gamala, dans une insurrection contre les Babyloniens », ont tué Chares et Jésus, des parents de Philippe, cela suggère que Philippe n'a pas exécuté les instructions du roi de ramener les Babyloniens de Gamala en Batanée. Ni au § 177 ni au § 184, la Vita ne dit quand ou pourquoi Philippe est parti de Gamala. Pour Shaye J. D. Cohen, l'assertion selon laquelle c'est après le départ de Philippe que ces événements se sont passés et que cela a eu lieu quand Gamala s'est révolté contre le roi (V 185-187) semble destinée à indiquer que tant que Philippe, ses hommes et ses alliés étaient sur place, Gamala a été maintenue dans la fidélité au roi, mais une fois qu'elles ont été retirées la révolté a éclaté. Cela peut être vrai tout comme cela peut être faux.

### Problèmes sur les identités de certains de ses parents
Philippe est aussi un parent de Chares qui, au moins en son absence, est le chef des habitants de Batanée qui sont allés se réfugier dans la forteresse de Gamala. En 66-67, Chares est un des chefs de la ville fortifiée conjointement avec un Joseph qualifié de fils de la femme médecin,. Dans la Guerre des Juifs, Chares dirige avec Joseph la résistance aux Romains jusqu'au dernier moment et meurt lors de la prise de la ville, en novembre 67, le même jour que son alter-ego : lui malade dans son lit et Joseph en tentant de sortir des remparts,. Alors que dans la Vita, il est tué par les habitants révolutionnaires de Gamala, dirigés par ce même Joseph, en même temps que son parent Jésus, avant que Flavius Josèphe n'arrive en Galilée peu après la défaite de Cestius Gallus le 8 Dios (fin octobre 66). Des informations que Shaye J. D. Cohen  estime quelque peu difficiles à concilier. Ce qui conduit Steve Mason à penser qu'il s'agit de deux Chares différents malgré plusieurs points communs. Toutefois Shaye J. D. Cohen fait remarquer que Niese, Feldman et Schalit semblent d'accord sur le fait qu'il n'y avait qu'un seul Chares à Gamala. Dans l'épitomé de la Guerre des Juifs connue seulement dans une version en vieux-slave, il existe une troisième version de la mort de Joseph et de Chares. Ils meurent simultanément d'effroi lorsque la tour sapée par les Romains s'effondre quelques jours avant la prise de la ville.
Un parent de Philippe et de Chares appelé Jésus a aussi été tué par les Gamalitains si on en croit Josèphe. Toutefois, il est impossible de décrire ses liens de parenté précis, car selon Shaye J. D. Cohen les § 177-178 et 185-186, dont le deuxième passage renvoie au premier, sont impossibles à réconcilier. C'est pourquoi certains traducteurs disent qu'il s'agit d'un frère de Chares, alors que d'autres y voient un frère de Justus de Tibériade et que Steve Mason fait remarquer qu'au § 178 l'expression « frère de cet homme » semble en faire un frère de Philippe bien qu'au § 186 il soit présenté comme un frère de Justus. Selon Cohen, au § 186 de la Vita « les révolutionnaires de Gamala tuent Chares, Jésus son parent, et un frère (ou une soeur) de Justus de Tibériade », tout en indiquant « comme je l'ai dit plus haut. » Toutefois en 177-178 le récit de la Vita dit que « les Galiléens (et pas les Gamalitains) ont mutilé (et pas tué) un frère de Justus avant que Josèphe arrive en Galilée » et « après le départ de Philippe » les Gamalitains ont tué Chares (comme en Vita § 186), « identifié ici comme un parent de Philippe, et son frère Jésus (pas seulement "un de ses parents" comme en § 186), identifié ici comme le beau-frère de Justus. » Toutefois selon Steve Mason, cette interprétation se fonde sur quelques manuscrits qui comportent « sœur » de Justus au lieu de « frère » (ἀδελφήν plutôt que ἀδελφόν une différence d'une lettre). Ce qui « signifierait que la foule des Gamalitains avait tué la sœur de Justus aussi bien que son mari Jésus et Chares le parent de Philippe, ce qui donnerait un sens aux deux passages. » Mais pour Steve Mason, « la commodité même de cette solution donne l'impression d'une correction faite par un scribe, car elle laisse de côté la lecture des premiers manuscrits P. » Alors que pour André Pelletier, un frère de Chares appelé Jésus qui est marié avec une sœur de Justus de Tibériade, est châtié — et pas tué — par les Gamalitains en Vita § 177 et au § 186, le Jésus tué par les Gamalitains est un frère de Justus.

### La révolte à Gamala
Selon la Vita, à Gamala le chef des révolutionnaires était Joseph appelé « ὁ τἢς ἰατρἱνης » ("Joseph fils de la femme médecin" ou "Joseph fils de la sage-femme" ?). Il attaque l'aristocratie (πρὢτοι), persuade certains d'abandonner le roi et contraint ou tue les autres (V 185). L'identité des victimes citées a été analysée dans le § ci-dessus. Flavius Josèphe a alors envoyé de l'aide aux révolutionnaires de Gamala, un contingent de soldats pour la défense de la ville et des travailleurs pour la fortifier (V 186). Outre Gamala, c'est « toute la Gaulanitide aussi loin que Solyme (dont la localisation est inconnue) qui s'est révoltée contre le roi » (V 187). Ce n'est pas seulement à propos de l'identité de Chares et de Jésus que les § 177-178 de la Vita sont irréconciliable avec les § 185-186. La Vita 177 mentionne une crise (stasis) « entre les Gamalitains et les « Babyloniens », mais au § 185 le combat est entre les révolutionnaires et les aristocrates de la cité. »
À Gamala les révoltés se sont opposés aux Romains jusqu'au bout dans une résistance de grande ampleur. Dans la Guerre des Juifs Chares et Joseph (probablement celui qui est qualifié de fils de la femme médecin dans la Vita) organisent la lutte contre les Romains durant le siège final. Une information là aussi difficile à concilier avec Vita 177 et 186 où Chares est tué par les Gamalitains avant même l'arrivée de Josèphe en Galilée. Des critiques comme Steve Mason estiment qu'il y a eu deux dirigeants appelés Chares à Gamala. Mais pourquoi Josèphe qui cherche à répondre à ce qu'a écrit Justus de Tibériade, qui visiblement avait contesté sa version, a-t-il laissé une telle ambiguïté sans apporter la moindre précision ? La Guerre des Juifs (IV, 81) « mentionne une sœur de Philippe et ses deux filles qui étaient à Gamala pendant le siège final par les Romains et qui étaient évidemment en bons termes avec les rebelles. »
Aequus Modius chargé d'attaquer la ville fortifiée a dû se contenter d'en faire le siège pendant sept mois. Les forces d'Agrippa ont tenté d'empêcher les approvisionnements de parvenir jusqu'à la ville jusqu'à l'arrivée de l'armée de Vespasien. Les révoltés ont encore résisté pendant deux mois aux Romains en leur faisant subir la seule défaite de l'armée de Vespasien et Titus pendant la campagne de Galilée. Seulement Jotapata, Jérusalem et Massada peuvent revendiquer des exploits équivalents.

## Conclusions
Selon la nouvelle version donnée par Flavius Josèphe dans sa Vita qui semble plus fiable que celle de la Guerre des Juifs, Philippe envoyé pour qu'il s'explique devant Néron arrive au printemps 68, alors que les affrontements civils qui vont conduire à la destitution de l'empereur lui donnent l'opportunité d'en repartir sans être jugé. Puisque la navigation était fermée en hiver, cela veut dire qu'il a été envoyé vers Néron pendant l'hiver 67/68 et au plus tard au début du printemps 68. Selon Josèphe, il était accusé d'avoir trahi la garnison romaine de Jérusalem au printemps 66. Est-on bien sûr que son attitude ultérieure n'était pas aussi en cause ?
Après ce retour de Rome, Philippe disparaît de l'Histoire. 

### Philippe, Gamala et la Batanée
La question de savoir « pourquoi les histoires de Gamala et de Philippe sont si importantes dans la Vita » reste posée. S'agit-il de réponses à ce qu'avait écrit Justus de Tibériade ? Certains critiques se sont demandé si Josèphe ne cherchait pas à se défendre d'accusations de complicité dans la mort de parents de Justus. Mais pourquoi tous ces détails au sujet de Philippe ? « Si Justus accusait aussi Philippe pour la mort de ses parents, pourquoi Josèphe le défend-il si longuement ? » D'autres critiques ont émis l'hypothèse que pour défendre Agrippa, Josèphe devait défendre Philippe. « Mais pourquoi la Vita aurait-elle été à ce point préoccupée de la défense d'Agrippa désormais mort ? » Dans son XXe livre des Antiquités judaïques, Josèphe n'hésite pourtant pas à rapporter les rumeurs sur la liaison incestueuse entre Agrippa et sa sœur Bérénice, sujet beaucoup plus sensible que la défense de la politique d'un ancien roi client. Pour Shaye J. D. Cohen, il est évident que nous ne pouvons pas retrouver exactement ce que disait Justus ou ce qui s'est ébruité sur ce qui s'est passé à Gamala en 66-67. La seule exigence d'informations de mise en contexte de l'histoire de Gamala ne peut expliquer l'extraordinaire quantité de détails fournis sur Philippe et Gamala. Pour Shaye J. D. Cohen, « en tout cas, les Antiquités judaïques et la Vita font preuve d'un grand intérêt pour Gamala, la Batanée et Philippe, bien plus grande que ce qu'une simple réfutation de Justus aurait nécessité. »

### Philippe et l'aristocratie
Un des importants problèmes est que la Guerre des Juifs n'admet jamais que les acteurs des bouleversements tumultueux qu'ils sont en train de vivre puissent changer leur point de vue au cours des événements. « Le peuple veut toujours la paix, les révolutionnaires veulent toujours la guerre. Annanus et les "modérés" veulent toujours le rapprochement avec Rome. » Il en est de même de l'attitude de l'aristocratie. La Guerre des Juifs se réfère fréquemment à son opposition résolue à la guerre. Pour Shaye J. D. Cohen, « il n'est pas douteux qu'un grand nombre de riches ne voulaient rien d'autre que la préservation du statu quo, mais Josèphe est à nouveau coupable d'exagération quand il suggère que c'était leur point de vue unanime. » Par exemple Eléazar fils d'Ananias, alors que son père est l'ancien grand-prêtre et membre du « parti de la paix ». Les émissaires que le parti de la paix envoie à Agrippa vont tous rester pendant deux mois à Jérusalem dont pourtant Josèphe dit qu'elle est dominée par les extrémistes. C'est seulement après l'échec de l'expédition de Cestius que Saul, Costobar, prétendument accompagnés de Philippe, quittent Jérusalem. L'un de ceux qui les avait précédemment accompagnés, Antipas choisi de rester dans la ville où il interviendra encore pendant un an pour finalement être exécuté par les Zélotes. Pour sa part Philippe fils de Joachim a probablement été impliqué dans des activités révolutionnaires avec ses 2000 cavaliers que ce soit à Jérusalem ou à Gamala. Puisque ses 2000 cavaliers ne sont plus mentionnés après leur dispersion initiale, ils ont probablement aidé les révolutionnaires. Philippe est un chef des Babyloniens et lors du premier combat contre Cestius on retrouve "Silas le Babylonien" qui avait déserté de l'armée d'Agrippa, jouant un rôle important dans la bataille aux côtés des parents du roi Monobaze d'Adiabène.